# Yousra Elbagir
Yousra Elbagir est une journaliste britannico-soudanaise.

## Biographie
Yousra Elbagir naît à Khartoum, au début des années 1990 d'un père journaliste, créateur du journal soudanais El Khartoum, et d'une mère éditrice et femme d'affaires. Sa mère est connue pour avoir été la première femme éditrice au Soudan. Yousra Elbagir est aussi la sœur cadette de Nima Elbagir, devenue journaliste à CNN. Elle grandit au Royaume-Uni jusqu'à l'âge de 8 ans. Puis sa famille retourne au Soudan. Elle revient à Londres à l'âge de 16 ans, pour suivre des études supérieures à l'université de St Andrews, en anthropologie sociale. Yousra Elbagir acquiert une  première expérience journalistique en participant à des publications étudiantes pendant ses études à St Andrew.
Elle retourne au Soudan en 2015, après ses études, pour suivre une formation de journaliste sur le terrain pendant un an et demi. En 2016, elle travaille comme reporter indépendant à Khartoum, et comme productrice d’émissions. Ses articles  et reportages sont publiés  ou diffusés notamment par Channel 4, BBC Radio 4, BBC World Service, CNN, le Financial Times et The Guardian. Elle est connue également pour avoir lancé la campagne médiatique en ligne #SudanUnderSanction dans laquelle des femmes et des hommes soudanais ont discuté des effets des sanctions commerciales contre le Soudan, un embargo antiterroriste américain initié en 1997 en raison du soutien du Soudan à des groupes terroristes et à la présence de Oussama ben Laden à Khartoum. En 2016, Elbagir reçoit le prix du jeune journaliste de la Fondation Thomson et de l'Association de la presse étrangère pour un reportage approfondi sur les effets des sanctions américaines contre le Soudan,. En 2017, elle est mentionnée dans la liste des 100 femmes d'OkayAfrica,. Elle diffuse ensuite et commente la révolution soudanaise en 2018/2019, sur Channel 4.
En 2019, Yousra Elbagir s’inquiète de la place des femmes dans les premières étapes de la transition institutionnelle soudanaise vers la démocratie, déclarant :« Que la [première] évolution politique tangible depuis plusieurs décennies exclue les femmes, c'est ridicule. .... C'est grâce aux femmes que le sit-in massif en faveur de la démocratie a pu se poursuivre pendant près de deux mois. ».